# Fort Crailo
Fort Crailo (officieel: Crailo State Historic Site, informeel ook wel: Yankee Doodle House) is een groot, versterkt bakstenen landhuis in Rensselaer, Rensselaer County, New York, ongeveer 4 km ten zuidoosten van Albany in de oude Hollandse kolonie Nieuw-Nederland. Het is een fraai voorbeeld van een huis in Hollandse stijl zoals die in de 18de eeuw gebouwd werden in het dal van de Hudson. Het is ook een monument van het Hollands-koloniale socio-politieke systeem van patroonschap. Het huis was oorspronkelijk voorzien van schietgaten en omgeven door een palissade. Fort Crailo werd vernoemd naar het Nederlandse landgoed van de Van Rensselaers, gelegen in Crailo.
Het huis is een Nationaal Historisch Monument sinds 1961. Het wordt beheerd door de staat New York als museaal 18de-eeuws huis, gericht op de geschiedenis van de Hollandse kolonisten in New York State. Er worden kleding, meubilair, huishoudelijke en siervoorwerpen tentoongesteld, alsmede archeologische kunstvoorwerpen uit historische locaties van Nieuw-Nederland in New York en New Jersey.

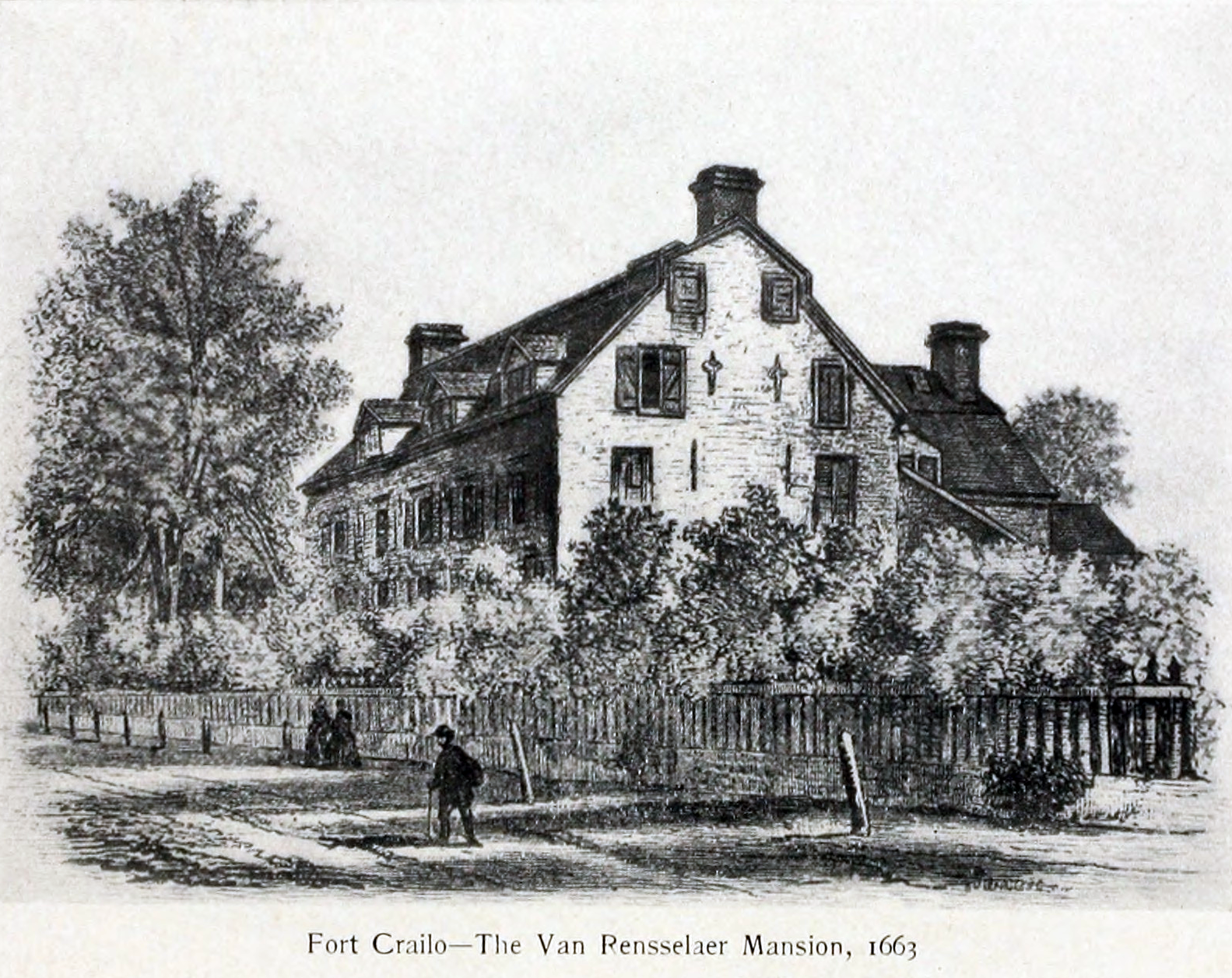
Het oorspronkelijke Fort Crailo, geantedateerd in 1663

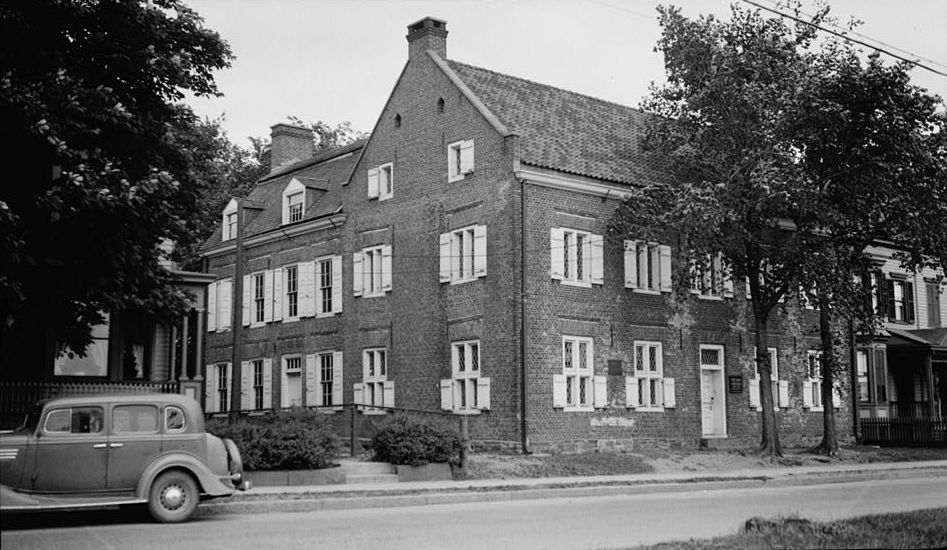
Fort Crailo circa 1940

## Geschiedenis
Fort Crailo was het huis van de familie van Hendrick van Rensselaer. In het begin van de 18de eeuw was Hendricks landgoed van 1500 acre gevestigd in wat nu de stad Rensselaer heet. In de 17de eeuw was de naam van de plaats Crailo en in de 18de Greenbush (Groene Bosch).
Kiliaen van Rensselaer (1585–1643) was de eerste eigenaar van het domein. Het maakte deel uit van het patroonschap Rensselaerswijck, dat het grootste deel besloeg van de huidige gemeenten Albany en Rensselaer in de staat New York, en een deel van de gemeenten Columbia en Greene.
Na Van Rensselaers overlijden kwam het domein aan zijn oudste zoon Jan Baptist, die de titel van patroon verkreeg. Deze stierf in 1658, waarop zijn jongere broer Jeremias patroon werd. Jeremias gaf zich snel rekenschap van de overgave van Nieuw-Amsterdam en Fort Oranje aan Engeland in 1664, als gevolg van een verrassingsaanval door de Engelsen tijdens een periode van vrede (wat de Tweede Engels-Nederlandse Oorlog inluidde), en zwoer direct de eed van trouw aan de Koning van Engeland. In 1666 bouwde hij het originele Manor House, ten noorden van Fort Oranje, de zetel van het patroonschap en de woning van de patroon tot 1765.
In 1704 verdeelde Jeremias' kleinzoon Kiliaen het domein Rensselaerswyck in twee stukken, waarbij het zuidelijke deel, het "Lower Manor" (bestaande uit Greenbush en Claverack), onder het beheer kwam van Kiliaens broer Hendrick. Het noordelijke deel behield de naam Rensselaerswyck.
Fort Crailo werd rond 1712 gebouwd en rond 1768 uitgebreid.

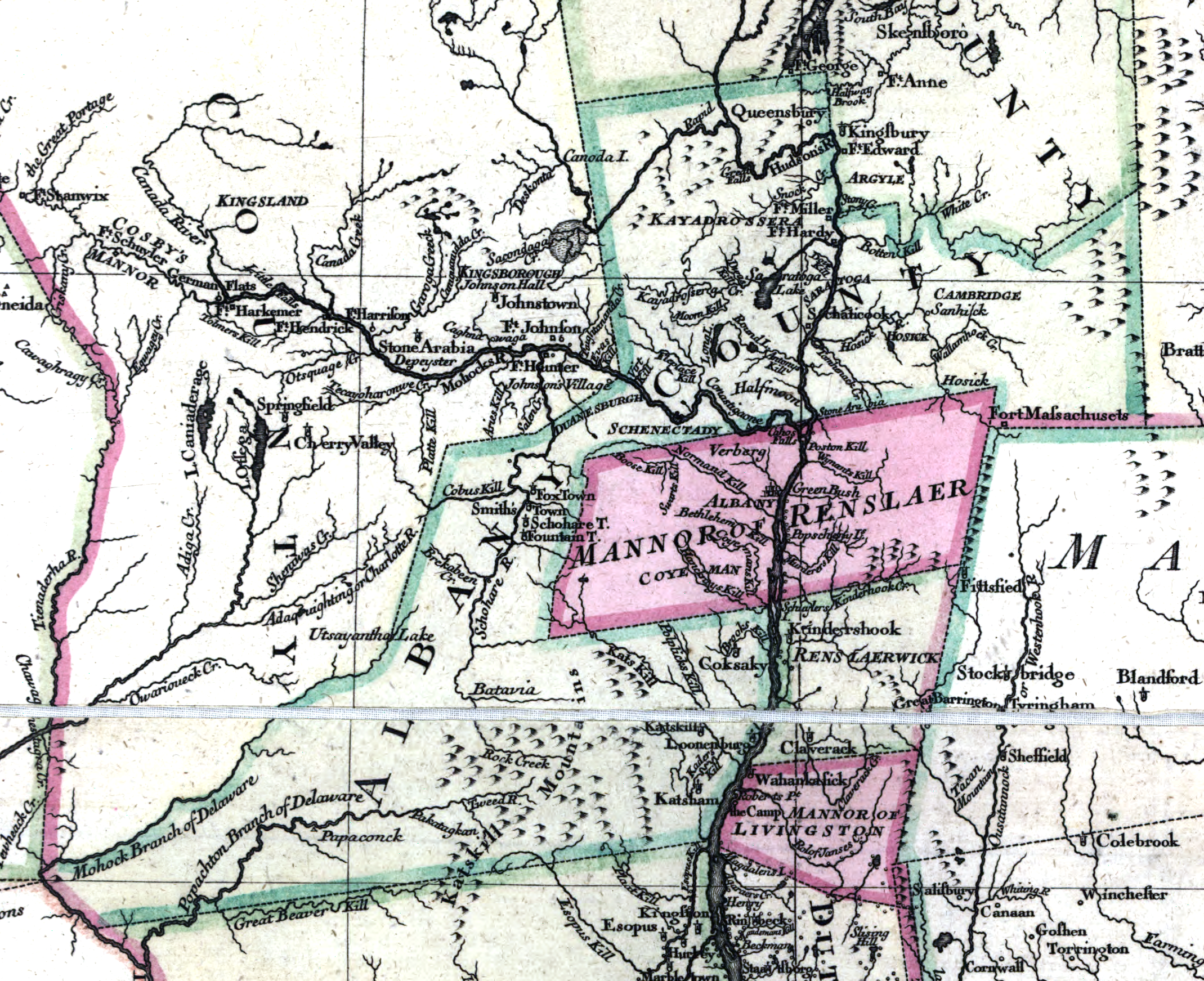
Rensselaerswijck (Renslaerwick) en het Landgoed van Rensselaer (Manor of Renslaer) op een kaart van 1777

## Yankee Doodle
Verschillende malen werd het terrein gebruikt als kampement voor Britse en koloniale troepen. Naar verluidt werd in dit huis in 1755 het welbekende kinderliedje Yankee Doodle geschreven, door de Britse legerarts Richard Shuckburgh, die hier was ingekwartierd. Het patriottische liedje, thans ook het officiële volkslied van de staat Connecticut, dreef de spot met de koloniale troepen die tegen de Engelsen vochten in de Franse en Indiaanse oorlog.
Het refrein van het liedje luidt:
Yankee Doodle went to town,
A-Riding on a pony;
He stuck a feather in his cap,
And called it macaroni.